# Don Cornell
Don Cornell, nato Luigi Francisco Varlaro (New York, 21 aprile 1919 – Aventura, 23 febbraio 2004), è stato un cantante statunitense.

## Biografia
Nato in una famiglia italiana a New York City, ha iniziato a suonare la chitarra da giovane in una band guidata dal trombettista jazz Red Nichols. All'età di 18 anni è stato cantante nella band di Sammy Kaye. In seguito, nel 1949, è diventato un interprete solista.
Tra il 1950 ed il 1962 ha registrato diversi brani di successo tra cui It Isn't Fair, I'll Walk Alone, I'm Yours e Hold My Hand. È comparso spesso in televisione nei programmi di Perry Como, Jackie Gleason e Arthur Godfrey nel corso degli anni '50 e '60.
Quando lavorava come cantante in Kentucky, è stato spesso ospite nei programmi TV di Ruth Lyons. Nel 1959, con Martha Raye e altri ha fondato la The Big Daddy Mining Company.
Ha lavorato come cantante fino agli anni '90, quando con la moglie ha fondato la label Iris, associata alla MCA.
Nel 1963 è stato inserito nella Hollywood Walk of Fame.
È morto in Florida all'età di 84 anni.